# Neonoemacheilus assamensis
Neonoemacheilus assamensis är en fiskart som först beskrevs av Menon, 1987.  Neonoemacheilus assamensis ingår i släktet Neonoemacheilus och familjen grönlingsfiskar. IUCN kategoriserar arten globalt som nära hotad. Inga underarter finns listade i Catalogue of Life.